# داربی (خوفد)
شهرستان داربی (به زبان مغولی: Дарви сум، [Darvi sum]؛ ᠳᠠᠷᠪᠢ ᠰᠤᠮᠤ، [darbi sumu]) یک شهرستان (سُوم) در مغولستان است که در استان خوفد واقع شده‌است. داربی ۵٬۶۰۴ کیلومتر مربع مساحت دارد.

## تقسیمات اداری
شهرستان داربی متشکل از ۵ قصبه (باغ) می‌باشد، شامل:
- بلاغ (مغولی: Булаг баг، [Bulag bag]؛ ᠪᠤᠯᠠᠭ ᠪᠠᠭ، [bulaɣ baɣ])
- بولغان (مغولی: Булган баг، [Bulgan bag]؛ ᠪᠤᠯᠠᠭᠠᠨ ᠪᠠᠭ، [bulaɣan baɣ])
- دِلگِر (مغولی: Дэлгэр баг، [Delger bag]؛ ᠳᠡᠯᠭᠡᠷ ᠪᠠᠭ، [delger baɣ])
- مورون (مغولی: Мөрөн баг، [Mörön bag]؛ ᠮᠥᠷᠡᠨ ᠪᠠᠭ، [mören baɣ])
- مونگون‌آیاغا (مغولی: Мөнгөн аяга баг، [Möngön ajaga bag]؛ ᠮᠥᠩᠭᠦᠨ ᠠᠶᠠᠭ᠎ᠠ ᠪᠠᠭ، [möŋgün ayaɣ-a baɣ])